# May It Be
May It Be ist ein Lied der irischen Sängerin Enya, das im November 2001 als Teil des Soundtracks zu Der Herr der Ringe: Die Gefährten erschien.

## Entstehung und Veröffentlichung
Geschrieben wurde das Lied von der Interpretin selbst, zusammen mit Roma Ryan. Für die Produktion zeichnete Nicky Ryan verantwortlich.
Die Erstveröffentlichung von May It Be erfolgte am 20. November 2001 bei Reprise Records, als Teil des Soundtracks zu Der Herr der Ringe: Die Gefährten (Katalognummer: 9362-48110-2). Am 10. Dezember 2001 erschien das Lied bei Warner Music als Singleauskopplung aus dem Soundtrack. Diese erschien als 2-Track-CD-Single mit der B-Seite Isobella (Katalognummer: 5439 16709-2) sowie als CD-Maxi-Single, die um den Titel The First of Autumn erweitert wurde (Katalognummer: 9362 42429-2). Am 3. Dezember 2021 erschien May It Be bei Warner als 12″-Maxi-Single (Katalognummer: 9029669381).

## Preise
May It Be wurde 2002 für den Oscar und den Golden Globe, jeweils in der Kategorie Bester Filmsong nominiert, verlor aber gegen If I Didn’t Have You aus Die Monster AG beziehungsweise Until aus Kate & Leopold. Das Lied wurde 2003 auch für den Grammy in der Kategorie Bester Song geschrieben für Film, Fernsehen oder visuelle Medien nominiert und verlor wiederum gegen If I Didn’t Have You. 2002 war es auch für den OFTA Award in der Kategorie Bester Originalsong nominiert und verlor gegen Come What May aus Moulin Rouge. 2001 gewann May It Be den Critics’ Choice Award in der Kategorie Bestes Lied.

## Kommerzieller Erfolg

### Chartplatzierungen
May It Be stieg am 28. Januar 2002 direkt auf Platz eins der deutschen Singlecharts ein und avancierte nach Only Time (Oktober 2001) zum zweiten Nummer-eins-Hit Enyas sowie nach Orinoco Flow (November 1988) und Only Time zum dritten Top-10-Hit. Die Single hielt sich eine Woche an der Chartspitze, fünf Wochen in den Top 10 sowie 15 Wochen in den Top 100. Darüber hinaus erreichte May It Be weltweite Chartplatzierungen, darunter mit Rang sieben die Top 10 in Finnland.
| ChartsChartplatzierungen     | Höchstplatzierung | Wochen |
| ---------------------------- | ----------------- | ------ |
| Deutschland (GfK)            | 1 (15 Wo.)        | 15     |
| Irland (IRMA)                | 30 (5 Wo.)        | 5      |
| Österreich (Ö3)              | 12 (15 Wo.)       | 15     |
| Schweiz (IFPI)               | 24 (14 Wo.)       | 14     |
| Vereinigtes Königreich (OCC) | 50 (2 Wo.)        | 2      |

| ChartsJahrescharts (2002) | Platzierung |
| ------------------------- | ----------- |
| Deutschland (GfK)         | 37          |

### Auszeichnungen für Musikverkäufe
| Land/Region                  | Auszeichnungen für Musikverkäufe (Land/Region, Auszeichnung, Verkäufe) | Verkäufe |
| ---------------------------- | ---------------------------------------------------------------------- | -------- |
| Spanien (Promusicae)         | Gold                                                                   | 30.000   |
| Vereinigtes Königreich (BPI) | Silber                                                                 | 200.000  |
| Insgesamt                    | 1× Silber · 1× Gold ·                                                  | 230.000  |

Hauptartikel: Enya/Auszeichnungen für Musikverkäufe

## Coverversionen (Auswahl)
Coverversionen von May It Be veröffentlichen unter anderem
- Hayley Westenra 2005 auf ihrem Album Odyssey[10]
- Celtic Woman 2004 auf ihrem Album Celtic Woman (gesungen von Lisa Kelly)[11]
- Peter Hollens und Taylor Davis 2014 als Single[12]
- Lex van Someren 2006 auf seinem Album Christmas Every Day[13]
- Voces8 2018 als Single in einem Arrangement von Matt Sheeran[14]